# Pinewood, Florida
Pinewood är en ort (CDP) i Miami-Dade County, i delstaten Florida, USA. Enligt United States Census Bureau har orten en folkmängd på 16 520 invånare (2010) och en landarea på 4,6 km².